# The Journal of Hospital Infection
Das Journal of Hospital Infection, abgekürzt J. Hosp. Infect., ist eine wissenschaftliche Fachzeitschrift, die vom Elsevier-Verlag im Auftrag der Healthcare Infection Society veröffentlicht wird. Die Zeitschrift erscheint derzeit mit zwölf Ausgaben im Jahr. Es werden Arbeiten veröffentlicht, die sich mit der Vermeidung von Infektionskrankheiten in Einrichtung des Gesundheitswesens beschäftigen.
Der Impact Factor lag im Jahr 2014 bei 2,544. Nach der Statistik des ISI Web of Knowledge wird das Journal mit diesem Impact Factor in der Kategorie Infektionskrankheiten an 40. Stelle von 78 Zeitschriften geführt.